# Zmarli w maju 2015

## Maj 2015
- 31 maja
  - Will Holt – amerykański piosenkarz folkowy[1]
  - Mirosław Małachowski – polski polityk i chemik, poseł na Sejm II kadencji (1993–1997)[2]
  - Henryk Pawelec – polski żołnierz podziemia niepodległościowego w czasie II wojny światowej, a następnie podziemia antykomunistycznego[3]
- 30 maja
  - Jim Bailey – amerykańska aktorka i piosenkarka[4]
  - Beau Biden – amerykański prawnik, syn wiceprezydenta Joego Bidena[5]
  - Konrad Domke – polski elektrotechnik, prof. dr hab. inż.[6]
  - Julie Harris – brytyjska kostiumolog[7]
  - Lennie Merullo – amerykański baseballista[8]
  - Wojciech Wiśniewski – polski agronom, prof. zw. dr UTP[9]
  - Janusz Woch – polski specjalista inżynierii ruchu, prof. dr hab. Politechniki Śląskiej[10]
- 29 maja
  - Henry Carr – amerykański lekkoatleta, dwukrotny mistrz olimpijski[11]
  - Peter Cropper – brytyjski skrzypek[12]
  - Doris Hart – amerykańska tenisistka[13]
  - Betsy Palmer – amerykańska aktorka[14]
- 28 maja
  - Jonas Čepulis – litewski bokser, wicemistrz olimpijski[15]
  - Johnny Keating – szkocki muzyk[16]
  - Romuald Madany – polski naukowiec, profesor nadzwyczajny SGGW[17]
  - Reynaldo Rey – amerykański aktor[18]
  - Piotr Szczerski – polski reżyser teatralny, dyrektor Teatru im. Stefana Żeromskiego w Kielcach[19]
- 27 maja
  - Erik Carlsson – szwedzki kierowca wyścigowy[20]
  - Andy King – angielski piłkarz[21]
- 26 maja
  - Vicente Aranda – hiszpański reżyser filmowy[22]
  - Tomasz Karasiński – polski aktor[23]
  - Kazimierz Koperski – polski żołnierz podziemia niepodległościowego w czasie II wojny światowej, uczestnik powstania warszawskiego[24]
- 25 maja
  - Mary Ellen Mark – amerykańska fotografka[25]
  - John M. Murphy – amerykański polityk, członek Izby Reprezentantów (1963–1981)[26]
- 24 maja
  - Marcus Belgrave – amerykański trębacz jazzowy[27]
  - Lilianna Drzewiecka – polska działaczka podziemia niepodległościowego w czasie II wojny światowej, uczestniczka powstania warszawskiego[28]
  - Krzysztof Kąkolewski – polski publicysta, reporter, autor scenariuszy filmowych, opowiadań i powieści[29]
  - Tanith Lee – brytyjska pisarka science fiction, horroru oraz fantasy[30]
- 23 maja
  - Andrzej Jacenty Grabowski – polski żołnierz podziemia niepodległościowego w czasie II wojny światowej, uczestnik powstania warszawskiego[31]
  - Anne Meara – amerykańska aktorka[32]
  - Aleksiej Mozgowoj – ukraiński separatysta, jeden z liderów zbrojnych wystąpień w Ługańskiej Republice Ludowej, dowódca brygady „Prizrak”[33]
  - John Forbes Nash – amerykański matematyk i ekonomista, laureat Nagrody Banku Szwecji im. Alfreda Nobla w dziedzinie ekonomii[34]
  - Jacek Wojciechowski – polski profesor nauk technicznych, specjalista w dziedzinie elektroniki i telekomunikacji[35]
- 22 maja
  - Marques Haynes – amerykański koszykarz[36]
- 21 maja
  - Louis Johnson – amerykański basista funkowy[37]
  - Martin Pasetta – amerykański reżyser filmowy[38]
  - Annarita Sidoti – włoska lekkoatletka, specjalistka chodu sportowego[39]
  - Henryk Surma – polski duchowny, kapelan Cracovii[40]
  - Twinkle – angielska piosenkarka[41]
  - Alan Woodward – angielski piłkarz[42]
- 20 maja
  - Bob Belden – amerykański saksofonista jazzowy, aranżer, kompozytor, lider zespołu i producent[43]
  - Eileen Gray – angielska kolarka i działaczka sportowa[44]
  - Manfred Müller – niemiecki duchowny katolicki, biskup Ratyzbony[45]
  - Jan Prochyra – polski aktor i reżyser[46]
  - Bożesław Tafelski – polski samorządowiec[47]
  - Mary Ellen Trainor – amerykańska aktorka[48]
- 19 maja
  - Əhməd Ələsgərov – azerski piłkarz i trener[49]
  - Gerald Götting – wschodnioniemiecki polityk, sekretarz generalny (1949–1966) i przewodniczący (1966–1989) Unii Chrześcijańsko-Demokratycznej w NRD, przewodniczący Volkskammer (1969–1976)[50]
  - Ziuta Hartman – polsko-żydowska działaczka konspiracji w czasie II wojny światowej w ramach ŻZW, uczestniczka powstania w getcie warszawskim[51]
  - Irena Huml – polska historyk sztuki, krytyk, profesor nauk humanistycznych[52]
  - Wiesław Jędrychowski – polski epidemilog, prof. dr hab. n. med.[53]
  - Łucjan Kops – polsko-żydowski naukowiec, profesor McGill University[54]
  - Bruce Lundvall – amerykański miłośnik jazzu, szef wytwórni płytowej[55]
  - Happy Rockefeller – żona 41. wiceprezydenta Stanów Zjednoczonych Nelsona Rockefellera[56]
- 18 maja
  - Halldór Ásgrímsson – islandzki polityk, premier Islandii w latach 2004–2006[57]
  - Maria Golinowska – polska ekonomistka, profesor nadzwyczajny Uniwersytetu Przyrodniczego we Wrocławiu[58]
  - Tadeusz Józef Rodak – polski żołnierz podziemia niepodległościowego w czasie II wojny światowej, uczestnik powstania warszawskiego[59]
  - Józef Jacek Rojek – polski poeta, eseista, prozaik, malarz i rysownik[60]
  - Janusz Sobierajski – polski żołnierz podziemia niepodległościowego w czasie II wojny światowej, uczestnik powstania warszawskiego[61]
  - Ryszard Szwed – polski historyk, profesor nauk humanistycznych, poseł na Sejm X kadencji[62]
- 17 maja
  - Krystyna Ylva Johansson – polsko-szwedzka dziennikarka i teatrolog[63]
  - Bernard Rośkiewicz – polski polityk i nauczyciel, poseł na Sejm PRL IV, V, VI, VII i VIII kadencji (1965–1985), prezes ZW ZSL we Wrocławiu (1967–1987)[64]
  - Janusz Sawczuk – polski historyk, profesor[65]
- 16 maja
  - Franciszek Bernaś – polski pisarz i publicysta historyczny[66]
  - Hieronim Jakubczak – polski specjalista budowy i eksploatacji maszyn, prof. nzw. dr hab. inż.[67]
  - Dean Potter – amerykański wspinacz, miłośnik sportów ekstremalnych[68]
  - Peter Tallberg – fiński żeglarz sportowy[69]
  - Dominik Tóth – słowacki biskup katolicki[70]
  - Renzo Zorzi – włoski kierowca wyścigowy[71]
- 15 maja
  - Ortheia Barnes-Kennerly – amerykańska piosenkarka jazzowa i R&B[72]
  - André Lacrampe – francuski duchowny katolicki, arcybiskup Besançon[73]
  - Flora MacNeil – szkocka wokalistka[74]
  - Valentina Maureira – chilijska nastolatka chora na mukowiscydozę, działaczka na rzecz eutanazji[75]
  - Leonard Spychalski – polski lekkoatleta, specjalista skoku wzwyż[76]
  - Leszek Wajda – polski scenograf, profesor Akademii Sztuk Pięknych im. Jana Matejki w Krakowie[77]
  - Garo Yepremian – amerykański futbolista[78]
- 14 maja
  - B.B. King – amerykański bluesman[79]
  - Tadeusz Kukiz – polski lekarz, popularyzator historii i kultury Kresów, ojciec Pawła Kukiza[80]
  - Franz Wright(inne języki) – amerykański poeta[81]
  - Zdzisław Żygulski – polski historyk i teoretyk sztuki[82]
- 13 maja
  - Rasmus Larsen – duński koszykarz[83]
  - Gajnan Sajdchużyn – radziecki kolarz[84]
- 12 maja
  - Cecil Jones Attuquayefio – ghański piłkarz i trener piłkarski[85]
  - Antonio Ayala Jr. – amerykański bokser[86]
  - Mervyn Burtch – walijski kompozytor[87]
  - Packie Byrne – irlandzki muzyk folkowy[88]
  - John Dewes – angielski krykiecista[89]
  - Peter Gay – amerykański historyk[90]
- 11 maja
  - Stan Cornyn – amerykański menedżer branży muzycznej[91]
  - Jef Geeraerts – belgijski pisarz[92]
  - John Hewie – szkocki piłkarz[93]
  - Roman Huszczo – polski scenarzysta i reżyser filmów animowanych[94]
- 10 maja
  - Chris Burden – amerykański artysta[95]
  - Kim Kyok-sik – północnokoreański wojskowy, minister obrony[96]
  - Jindřich Roudný – czechosłowacki lekkoatleta[97]
  - Victor Salvi – amerykański harfista i przedsiębiorca[98]
- 9 maja
  - Kenan Evren – turecki polityk i wojskowy[99]
  - Johnny Gimble – amerykański muzyk country[100]
  - Janusz Kaniewski – polski projektant[101]
  - Alexandre Lamfalussy – belgijski ekonomista[102]
  - Odo Marquard – niemiecki filozof[103]
  - Leszek Pieśniakiewicz – polski dziennikarz[104]
  - McNeil Robinson – amerykański organista, kompozytor i pedagog muzyczny[105]
  - Bolesław Sidorowicz − polski zapaśnik, trener i sędzia zapaśniczy[106]
  - Elizabeth Wilson – amerykańska aktorka[107]
- 8 maja
  - Tadeusz Bartoszewicz – polski lekarz, torakochirurg, żołnierz AK[108]
  - Rutger Gunnarsson – szwedzki basista, producent, współpracował z zespołem ABBA[109]
  - Bobby Irwin – angielski perkusista i producent muzyczny[110]
  - Menasze Kadiszman – izraelski rzeźbiarz i malarz[111]
  - Ilunga Mwepu – piłkarz reprezentacji Zairu[112]
  - Klementyna Żurowska – polska historyk sztuki, mediewistka[113]
- 7 maja
  - Antoni Boratyński – polski grafik, malarz i ilustrator[114]
  - Rigby Graham – angielski artysta malarz[115]
  - Józef Pazdur – polski duchowny katolicki, biskup archidiecezji wrocławskiej w latach 1985–2000[116]
  - Zbigniew Skoczylas – polski wojskowy, taternik, alpinista, ratownik górski, działacz społeczny i państwowy[117]
  - Alojzy Szelejewski – polski działacz społeczny[118]
- 6 maja
  - Errol Brown – brytyjski piosenkarz[119]
  - Jerome Cooper – amerykański perkusjonista jazzowy[120]
  - Denise McCluggage – amerykański kierowca wyścigowy, dziennikarz, pisarz i fotograf[121]
  - Janusz Młynarski – polski ortopeda, były więzień KL Auschwitz[122]
  - Włodzimierz Wilkosz – polski aktor[123]
  - Jim Wright – amerykański polityk[124]
- 5 maja
  - Hans Jansen – holenderski arabista i polityk[125]
  - Budzimira Wojtalewicz-Winke – polska działaczka na rzecz pojednania polsko-niemieckiego[126]
- 4 maja
  - Ellen Albertini Dow – amerykańska aktorka[127]
  - Józef Hajdasz – polski perkusista[128]
  - Andrew Lewis – gujański bokser[129]
  - Tadeusz Łaukajtys – polski alpinista[130]
  - Hanna Sochacka-Krysiak – polska ekonomistka[131]
- 3 maja
  - Mieczysława Buczkówna – polska poetka i tłumaczka[132]
  - Rewaz Czcheidze – gruziński reżyser[133]
  - Halina Dunajska-Łącz – polska aktorka[134]
  - Daniel Jones – angielski rugbysta grający w reprezentacji Walii[135]
  - Katsuyuki Kambara – japoński przedsiębiorca, prekursor rozwoju japońsko-polskiej współpracy gospodarczej[136]
  - Włodzimierz Kamiński – polski ekonomista, profesor[137]
  - Piotr Piotrowski – polski historyk sztuki, profesor[138]
- 2 maja
  - Michael Blake – amerykański pisarz[139]
  - Guy Carawan – amerykański muzyk folkowy[140]
  - Maja Plisiecka – rosyjska tancerka i choreografka[141]
  - Jadwiga Podrygałło-Tomaszewska – polska działaczka podziemia niepodległościowego[142]
  - Ruth Rendell – brytyjska pisarka[143]
  - Irena Wyczółkowska(inne języki) – polska poetka[144]
- 1 maja
  - Stephen Milburn Anderson – amerykański reżyser[145]
  - Amitabha Chowdhury – indyjski dziennikarz[146]
  - David Day – australijski prezenter radiowy[147]
  - Geoff Duke – brytyjski motocyklista[148]
  - Alexander Kok – brytyjski wiolonczelista[149]
  - Paul Myers – brytyjski producent nagrań muzyki klasycznej[150]
  - Tadeusz Ślipko – polski ksiądz katolicki, profesor, etyk[151]
  - Grace Lee Whitney – amerykańska aktorka[152]
  - Beth Whittall – kanadyjska pływaczka[153]
- Maj (data nieznana)
  - Terry Sue-Patt – brytyjski aktor[154]